# Carlisle (Ohio)
Carlisle is een plaats (village) in de Amerikaanse staat Ohio, en valt bestuurlijk gezien onder Montgomery County en Warren County.

## Demografie
Bij de volkstelling in 2000 werd het aantal inwoners vastgesteld op 5121.
In 2006 is het aantal inwoners door het United States Census Bureau geschat op 5882, een stijging van 761 (14,9%).

## Geografie
Volgens het United States Census Bureau beslaat de plaats een oppervlakte van
9,2 km², waarvan 8,8 km² land en 0,4 km² water. Carlisle ligt op ongeveer 270 m boven zeeniveau.